# Полтавский завод медицинского стекла
Полтавский завод медицинского стекла (укр. Полтавський завод медичного скла) — промышленное предприятие в городе Полтава.

## История

### 1928 - 1991
В 1928 году в Харькове была создана мастерская по изготовлению лабораторной и медицинской посуды из привозного стекла, которая начала выпуск пробирок, пипеток, бутирометров, термометров и другой стеклянной посуды.
В 1930 году мастерская была переведена из Харькова в Полтаву, и 5 июля 1931 года в эксплуатацию была введена Полтавская фабрика термометров (второе в СССР предприятие, способное производить термометры), общая численность работников которой составляла 120 человек. В следующие годы ассортимент выпускаемой продукции увеличился - фабрика освоила производство песочных часов.
В 1936 году фабрика была реконструирована: были расширены производственные площади, установлена новая система вентиляции.
До начала Великой Отечественной войны на фабрике работало свыше 300 человек.
В период немецкой оккупации фабрика была полностью разрушена, но уже осенью 1943 года на предприятии начались восстановительные работы.
В 1947 году фабрика была переименована в стеклянный завод, поскольку производство ртутных термометров было прекращено и завод перешёл на выпуск ампул, стеклянной медицинской посуды, лабораторного оборудования и измерительных приборов.
В 1966-1978 годы завод была произведена техническая реконструкция завода.
В 1986 году было создано производственное объединение «Полтавмедстекло», головным предприятием которого стал Полтавский завод медицинского стекла. В этом же году на заводе было освоено производство нового типа портативных ингаляторов.
После введения в эксплуатацию оборудования по литью пластмасс, в конце 1980-х годов Полтавский завод медицинского стекла первым в СССР освоил производство медицинских распылителей-дозаторов жидкости.

### После 1991
В мае 1995 года Кабинет министров Украины включил завод в перечень предприятий, подлежащих приватизации в течение 1995 года.
В 1996 году завод был преобразован в открытое акционерное общество.
В августе 1997 года завод был включён в перечень предприятий, имеющих стратегическое значение для экономики и безопасности Украины.
По состоянию на начало 2014 года, завод входил в перечень ведущих промышленных предприятий Полтавы.